# Металургія США
Металургія в США — це типова стара галузь промислового виробництва. Починаючи з другої половини XIX століття, вона багато в чому визначала індустріальну потужність країни і профіль її промисловості, ставши основою для розвитку машинобудування та створення залізниць. Та в епоху НТР, не звертаючи увагу на техніко-економічну модернізацію, вона ввійшла в період загального застою і відповідно характеризується зниженням важливих кількісних показників. Проте металургія все-ще суттєво впливає на територіальну структуру господарства США, будучи структурно-визначальною галуззю для деяких старопромислових районів.

## Чорна металургія
Чорна металургія в США зародилася в 70-х роках XIX ст. і з того часу протягом довгого періоду країна займала перше місце з виплавки чавуну та сталі. Пік виробництва чорних металів був досягнутий в 1970-х роках (172 млрд т сталі), але потім всі кількісні показники розвитку чорної металургії почали знижуватися. В результаті ще в 1980-х роках за розмірами виплавки сталі США поступилися лідируючими позиціями СРСР і Японії, а в 1990-і — Китаю і Японії. Скорочення виплавки чорних металів в США, як в інших економічно розвинутих країнах Заходу пояснюється наступними причинами. По-перше, загальним зменшенням матеріалоємності виробництва. По-друге, виснаженням найбагатших вітчизняних родовищ залізної руди, що покликало необхідність переорієнтації галузі на бідніші родовища та імпортну сировину. По-третє, тенденцією перенесення «брудних» виробництв у країни що розвиваються. По-четверте, посиленням орієнтації на імпорт сталі та прокату; за даними показниками США займають перше місце у світі (30-35 млн т в рік). Проте при аналізі причин зменшення абсолютних розмірів виробництва необхідно враховувати й те, що чорна металургія США все більше орієнтується на випуск високоякісної сталі, а не стандартного металу, потреби в якому в значній мірі забезпечуються шляхом ввозу із країн ЄС, Канади, Японії, Мексики, Росії.
Для чорної металургії США характерний високий рівень виробничої концентрації. На початку 1970-х рр., коли виплавка сталі досягла максимуму в країні нараховувалося 45 заводів і комбінатів з річною потужністю понад 1 млн тон кожний. Та в подальшому все більшого поширення набули міні-заводи, які, як правило, виявилися більш ефективними і до того ж краще враховують зміни кон'юнктури зовнішнього ринку. В 1992 році в США нараховувалося уже 65 міні-заводів, загальною потужністю майже 25 млн тон в рік, а всього в США в 2001 році діяло 144 підприємства чорної металургії загальною потужністю 119 млн тон сталі в рік (при тому, що в 2002 році було виплавлено 92 млн тон сталі).
Що стосується рівня територіальної концентрації чорної металургії, то для США характерною рисою є: формування великих металургійних районів, які виробляють 10—20 млн тон сталі в рік, а інколи і більше. В географічному плані вони представляють всі відомі типи орієнтації чорної металургії. Найстаріший металургійний район чорної металургії США називають Північно-Аппалацьким чи Внутрішнім (Максаковський В. П.).
Він виник ще в першій половині XIX століття на базі родовищ коксівного вугілля Аппалацького басейну і місцевих запасів залізної руди. Головним центром став Пітсбург. Як зазначає Л. В. Смірнягін, уже в 40-і роки XIX ст. це місто мало репутацію «Айрон-Сіті» — «металургійної столиці» США. Перед громадянською війною Півночі та Півдня тут було сконцентровано близько половини всього американського виробництва сталі. Ще на початку XX ст. заводи Пітсбурга утримували багато світових рекордів. Комбінат «Хоумстед» був найбільшим у світі виробником броні, на заводі «Хюкень Уоркс» стояли найбільші у світі доменні печі, на заводі «Джон енд Лефлін» — прокатні стани. По виробництву коксу Пітсбургський район поступався тільки англійському Дарему. Саме тут зародилося багато найбільших монополій США, серед них і «Юнайтед Стейт стіл». Поряд з Пітсбургом в районі виникли й інші великі металургійні центри — Янгстаун, Воррен.
Північно-Аппалацькому району вдалося зберегти свою роль і тоді, коли вичерпалися запаси місцевої залізної руди і йому прийшлося переорієнтуватися на привізну сировину через великі озера з басейну озера Верхнє. Проте до середини XX ст., тобто до початку епохи НТР, він перетворився на типовий депресивний район з відсталими технологіями і недостатньо розвинутою інфраструктурою, дуже високим рівнем безробіття і забруднення навколишнього середовища. Тим не менше, ще до початку 1970-х років тут концентрувалося ¼ всіх виробничих потужностей чорної металургії США. Та жорстка криза галузі, та й району в цілому, яка припала на 1970-80-ті роки привела до зменшення цієї частки.
Другий за часом виникнення металургійний район США — Приозерний. Він також сформувався ще у XIX ст. з орієнтацією на вантажопотоки залізної руди з басейну озера Верхнє і коксівного вугілля з Аппалацького басейну. Відповідно, в цьому випадку вирішальну роль відіграли переваги транспортно-географічного положення району і в першу чергу тих його центрів, які ланцюжком простягнулися вздовж узбережжя озер Мічиган і Ері — Мілвокі, Чикаго, Детройт, Толідо, Клівленд, Буфалло. Та по мірі того як індустріальне Приозер'я ставало одним із головних районів важкої промисловості США зростала і орієнтація підприємств чорної металургії на споживача.
Із перерахованих вище головних металургійних центрів до найбільших відносяться Чикаго і Клівленд. Підприємства чиказького центру зосереджені як в самому Чикаго, так і в сусідньому Гері, де знаходяться металургійні комбінати, які належать до найбільших у країні. Заводи Клівленда виникли ще XIX ст. на тому місці, де проходила перевалка залізної руди, яка поступала по Великих озерах, для її доставки в Пітсбург. Та в другій половині XX ст. чорна металургія Клівленда, як і Пітсбурга, стала на смугу кризи і багато заводів було закрито. Ще до початку 1970-х років Приозерний район давав близько 50 % всієї сталі, яка виплавлялася в США та згодом його доля значно зменшилася. Також варто зазначити, що після відкриття в 1959 році глибоководного шляху по річці Святого Лаврентія значну частку залізної руди район став отримувати від уже не з Дулута, а із Лабрадора (Канада). Для її транспортування до Великих озер було прокладено спеціальну залізницю.
Третім за виникненням металургійний район США — Приатлантичний. Звісно, підприємства чорної металургії були тут і раніше, але своє «друге народження» район отримав уже в період НТР — у зв'язку з переорієнтацією галузі на імпортну високоякісну залізну руду, яка привозилася сюди морем з країн, що розвиваються (Бразилія, Венесуела), і Канади. Для цього району характерні великі й найсучасніші комбінати — такі як: Спарроус-Пойнт в передмісті Балтімора (7 млн тон сталі в рік), Бетлехем в околицях Філадельфії, Трентон. Саме вони є результатом того зрушення в бік моря, яке відбулося в 50-60-ті роки XX ст. в чорній металургії США.
Ці три головних металургійних райони країни виробляють на даному етапі 85 % всіх чорних металів, які виплавляються в США і знаходяться в межах промислового поясу цієї держави. Поза цим поясом виділяють тільки окремі центри, такі як: Бірмінгем в Південних Аппалачах, Х'юстон(трубопрокат) і Лос-Анджелес. Проте останнім часом будівництво численних міні-заводів, які орієнтуються на споживача сталі та прокату посилило тенденцію до децентралізації галузі.

## Кольорова металургія
Для кольорової металургії США також характерне співвідношення різних типів орієнтації підприємств. В розміщенні металургії тяжких кольорових металів головну роль відіграє сировинний фактор. Так, основні заводи з виплавки міді розташовані в Гірських штатах — Аризоні (Моренсі), Нью-Мексико, Юті, Вайомінгу. Там також присутні підприємства з виплавки свинцю та цинку. Однак в другій половині XX ст. збільшилася орієнтація на вантажопотоки і споживача, що знайшло відображення в формуванні нового району в Приатлантичних штатах. Заводи цього району працюють на привізній сировині (перш за все з Канади).
Що стосується алюмінієвої промисловості, то вона повністю залежить від імпортної сировини (із Гвінеї, Ямайки, Суринаму) і орієнтується, перш за все, на джерела дешевої електроенергії. Ось чому головними районами виробництва алюмінію стали басейни рік Колорадо і Теннессі.